# Сан Ђорђо ин Боско
Сан Ђорђо ин Боско (итал. San Giorgio in Bosco) је насеље у Италији у округу Падова, региону Венето.
Према процени из 2011. у насељу је живело 2169 становника. Насеље се налази на надморској висини од 31 м.

## Становништво
Према резултатима пописа становништва 2011. у општини је живело 6.244 становника.
| 1931. | 1936. | 1951. | 1961. | 1971. | 1981. | 1991. | 2001. | 2011. |
| ----- | ----- | ----- | ----- | ----- | ----- | ----- | ----- | ----- |
| 6.011 | 6.047 | 5.454 | 4.698 | 4.481 | 4.693 | 5.284 | 5.834 | 6.244 |